# Hondurasamazilie
Hondurasamazilie (latin: Amazilia luciae) er en kolibriart, der lever i tørre skove i Honduras, hvor den er endemisk.